# فهرست گونه‌های پرندگان توصیف‌شده در دهه ۲۰۰۰ (میلادی)
این صفحه جزئیات گونه‌های پرندگان را که در سال‌های ۲۰۰۰ تا ۲۰۱۰ برای جهان علم جدید توصیف شده‌اند، فهرست می‌کند:

### تعداد گونه‌های توصیف‌شده در سال
| سال                         | ۲۰۰۰ | ۲۰۰۱ | ۲۰۰۲ | ۲۰۰۳ | ۲۰۰۴ | ۲۰۰۵ | ۲۰۰۶ | ۲۰۰۷ | ۲۰۰۸ | ۲۰۰۹ |
| تعداد گونه‌های جدید توصیف‌شده | ۵    | ۸    | ۶    | ۳    | ۶    | ۶    | ۵    | ۶    | ۷    | ۵    |

## کشورهای دارای بیشترین گونه تازه توصیف‌شده
- برزیل
- کلمبیا
- پرو
- اندونزی